# Église Saint-Wendelin de Liederschiedt
L'église Saint-Wendelin se situe dans la commune française de Liederschiedt et le département de la Moselle.

## Histoire
Du point de vue spirituel, le village est une succursale de Walschbronn, devenue paroisse de l'archiprêtré de Hornbach en 1770, est passée dans celui de Bitche en 1802.

## Édifice
L'église est construite en 1821, comme nous l'affirme la date portée par le portail de la tour-clocher. Dédiée à saint Wendelin, elle remplace une chapelle construite en 1755. L'église est endommagée pendant la Seconde Guerre mondiale. Le portail de l'ancienne église parait avoir été conservé et remonté dans la nouvelle, la clef ayant été redatée. Un bulbe carré remplace le bulbe polygonal surmonté d'une flèche, détruit durant la guerre, qui apparaissait comme une originalité dans le Pays de Bitche.